# Rimma Pawlowna Schpakowa
Rimma Pawlowna Schpakowa (russisch Римма Павловна Шпакова; * 17. Oktober 1939 in Leningrad; † 29. Juni 2006) war eine russische Soziologin.
Sie absolvierte ein Studium an der Philosophischen Fakultät der Universität ihrer Heimatstadt. Später lehrte sie dort (seit 1987 als Professorin) und hat sich unter anderem im Bereich der Rezeption und Erörterung der klassischen und zeitgenössischen deutschen Soziologie hervorgetan. Sie hat insgesamt über 200 wissenschaftliche Arbeiten publiziert und hatte in den 1990er Jahren unter anderem eine Gastprofessur an der Universität Hamburg inne.

## Publikationen (Auswahl)
- Max Weber und Karl Marx, in: Deutsche Zeitschrift für Philosophie, 1968, Nr. 11.
- Die verhaltenstheoretische Soziologie. Eine neue Perspektive der Soziologie in der DDR, Beiträge zur Kritik der bürgerlichen Philosophie und Gesellschaftstheorie, Halle (Saale) 1985.
- Marke. Kein Sterben im Frost, in: Jahrbuch für Markentechnik, Hamburg 1995.
- St. Petersburger Beiträge zur Soziologie, Hamburg 1995.
- Tovarnyj znak v Evrope i Rossii voprosy teorii i istorii Nemeckaja sociologija, St. Petersburg 2003.